# Leona Cavalli
Leona Cavalli (nghệ danh Alleyona Canedo da Silva, ngày 6 tháng 11 năm 1969 tại Rosário do Sul) là một nữ diễn viên người Brazil.

## Tiểu sử
Cha của Leona Cavalli là chính trị gia, luật sư và nhà thơ và tên mẹ của giáo viên, có ba anh em. Khi sinh ra, được đặt tên là Alleyona. Mẹ cô muốn đó là Leona, nhưng người cha nghĩ rằng cái tên quá mạnh đối với một đứa bé và quyết định thích nghi - nó. Cavalli đến từ các nhà tài trợ của họ.
Tuổi thơ của Leona Cavalli là trong tự nhiên, chơi những cánh đồng bên những con gạc, nơi con ngựa chạy, trèo cây, bơi praticaca và nhiều môn thể thao khác. Với cha cô, người đã hai lần làm thị trưởng thành phố, đã sớm học cách sống với rất nhiều người leo lên gốc cây, tham dự các cuộc mít tinh mà không bận tâm trở thành con gái của một người dân còn sống. Với mẹ, học được cách trân trọng vẻ đẹp và yêu tự do.
Năm mười tuổi, cô đi du lịch, có bạn trai và muốn trở thành một nữ diễn viên.
Leona Cavalli đã tham gia một số phần như A Divina Sarah, As Lágrimas Amargas de Petra Von Kant, Brincando em cima Daquilo, O Homem eo Cavalo, v.v.
Sau đó Leona Cavalli đến UFRGS, trong quá trình biểu diễn nghệ thuật và PUC, trong quá trình luật. Sau đó cô bỏ tất cả mọi thứ và đến St. Paul trong một nỗ lực để làm nhà hát chuyên nghiệp.
Leona Cavalli tham gia vào một số bộ phim như, Um Céu de Estrelas, Amarelo Manga, Carandiru, Olga, Antônia, Aparecida - O Milagre, v.v.
Leona Cavalli được tham gia vào một số telenovela và miniseries như, Da Cor do Pecado, Começar de Novo, Belíssima, Bang Bang, miniseries Amazônia, de Galvez a Chico Mendes, Duas Caras, Negócio da China, v.v... Leona đã tham gia vào một tập của Casos e Acasos (Globo).